# Krom(III)fluorid
Krom(III)fluorid är en förening mellan krom och fluor och utgörs av ett grönt kristallint pulver eller gröna, nålformade kristaller. Det är lättlösligt i vatten och bildar då en grön vätska, som är frätande på metaller och vävnad.
Krom(III)fluorid framställs genom lösning av kromhydroxid i fluorväte och indunstning av lösningen. Då substansen är oxiderande kan den orsaka antändning vid kontakt med brännbart material. Vid kontakt med metaller kan utvecklas brandfarlig vätgas.

## Användning
Substansen kommer främst till användning som betmedel i färgerier.